# Барон Суэйтлинг
Барон Суэйтлинг из Суэйтлинга в графстве Саутгемптон — наследственный титул в системе Пэрства Соединённого Королевства. Он был создан 18 июля 1907 года для либерального политика, банкира и филантропа, сэра Сэмюэла Монтегю, 1-го баронета (1832—1911). 23 июня 1894 года для него уже был создан титул баронета из Саут Стонхем Хауса в графстве Саутгемптон и Кенсингтон Плейс Гарденс в графстве Лондоне. Ранее Сэмюэл Монтегю заседал в Палате общин Великобритании от Уайтчепела (1885—1900).
По состоянию на 2024 год носителем титула являлся его праправнук, Чарльз Эдгар Сэмюэл Монтегю, 5-й барон Суэйтлинг (род. 1954), который стал преемником своего отца в 1998 году.

## Известные члены семьи Монтегю
- Достопочтенный Эдвин Сэмюэл Монтегю (1879—1924), второй сын первого барона, либеральный политик и муж светской львицы Венетии Стэнли (1887—1948)[1];
- Филипп Д’Арси Харт (1900—2006), британский медицинский исследователь и пионер в лечении туберкулеза, внук по женской линии 1-го барона Суэйтлинга;
- Капитан достопочтенный Ивен Монтегю (1901—1985), второй сын 2-го барона, британский судья, писатель и разведчик. Играл ведущую роль в Операции «Мясной фарш»[2];
- Достопочтенный Айвор Монтегю (1904—1984), британский кинематографист, писатель, журналист и общественный деятель, третий сын 2-го барона[3];
- Сэр Стюарт Монтегю Сэмюэл, 1-й баронет (1856—1926), либеральный политик, сын Эдвина Луиса Сэмюэла (1825—1877), племянник 1-го барона Суэйтлинга, депутат Палаты общин Великобритании от Уайтчепела (1900—1916)[4];
- Герберт Сэмюэл, 1-й виконт Сэмюэл (1870—1963), младший брат предыдущего, племянник 1-го барона Суэйтлинга, британский либеральный политик, министр внутренних дел Великобритании (1916, 1931—1932)[5].

## Бароны Суэйтлинг (1907)
- 1907—1911: Сэмюэл Монтегю, 1-й барон Суэйтлинг (21 декабря 1832 — 12 января 1911), второй сын Луиса Сэмюэла (1794—1859)[6];
- 1911—1927: Луис Сэмюэл Монтегю, 2-й барон Суэйтлинг (10 декабря 1869 — 11 июня 1927), старший сын предыдущего[7];
- 1927—1990: Стюарт Альберт Монтегю, 3-й барон Суэйтлинг (19 декабря 1898 — 5 января 1990), старший сын предыдущего[8];
- 1990—1998: Дэвид Чарльз Сэмюэл Монтегю, 4-й барон Суэйтлинг (6 августа 1928 — 1 июля 1998), старший сын предыдущего[9];
- 1998 — настоящее время: Чарльз Эдгар Сэмюэл Монтегю, 5-й барон Суэйтлинг (род. 20 февраля 1954), единственный сын предыдущего[10];
  - Наследник титула: Руперт Энтони Сэмюэл Монтегю (род. 5 августа 1965), старший сын достопочтенного Энтони Тревора Сэмюэла Монтегю (1931—2010), внук 3-го барона, двоюродный брат предыдущего[11];
    - Наследник наследника: Генри Джордж Сэмюэл Монтегю (род. 27 октября 2008), старший сын предыдущего[12].